# Alexander (álbum)
Alexander é a trilha sonora original do filme Alexander (2004) composta pelo músico grego Vangelis, e lançado em CD de áudio.
O filme, dirigido por Oliver Stone, retrata a vida de Alexandre, o Grande em um estilo épico. Alexandre, o Grande foi um macedônio que espalhou a cultura grega com suas conquistas no século IV a.C., Vangelis, ele próprio um grego, já era famoso pelas produções das trilhas sonoras de Chariots of Fire, Blade Runner e 1492: Conquest of Paradise.
| Críticas profissionais                                                      | Críticas profissionais |
| Avaliações da crítica                                                       | Avaliações da crítica  |
| Fonte                                                                       | Avaliação              |
| --------------------------------------------------------------------------- | ---------------------- |
| Filmtracks                                                                  | [ 2 ]                  |
| Esta tabela precisa de ser acompanhada por texto em prosa. Consulte o guia. |                        |

## Faixas
Todas as canções escritas por Vangelis.
1. "Introduction" – 1:32
2. "Young Alexander" – 1:36
3. "Titans" – 3:59
4. "The Drums of Gaugamela" – 5:20
5. "One Morning at Pella" – 2:11
6. "Roxane's Dance" – 3:25
7. "Eastern Path" – 2:58
8. "Gardens of Delight" – 5:24
9. "Roxane's Veil" – 4:40
10. "Bagoas' Dance" – 2:29
11. "The Charge" – 1:41
12. "Preparation" – 1:42
13. "Across the Mountains" – 4:12
14. "Chant" – 1:38
15. "Immortality" – 3:18
16. "Dream of Babylon" – 2:41
17. "Eternal Alexander" – 4:37
18. "Tender Memories" – 2:59